# Filumena Marturano
Filumena Marturano é uma peça teatral escrita em 1946 pelo teatrólogo e filósofo italiano Eduardo De Filippo.  

## Enredo
A Cortina se abre com Domenico Soriano, 50, um rico proprietário lojista de Nápoles que está raivoso com Filumena, 48, uma ex-prostituta. Eles viveram juntos durante 26 anos como marido e mulher (mas com ele frequentemente tendo encontros com outras mulheres) e ela o enganou fingindo estar à beira da morte e o convenceu a se casar com ela  in extremis.  Domenico, porém, preferia casar com Diana, uma garota jovem, a quem Domenico disfarçou de enfermeira para acompanhá-la e foi mandada embora por sua esposa. Filumena revela ao real motivo para o casamento, ela quer que Domenico legitime seus 3 filhos (Umberto, Michele e Riccardo), que cresceram em lares adotivos e não tem ideia de quem seja sua mãe.
Domenico não quer isso  e autoriza sua advogada, Nocella, a anular o casamento. Quando a advogada explica a Filumena que ganhará facilmente o caso, ela aceita o fracasso do seu plano, mas diz a Domenico que um dos três jovens é na verdade seu filho e depois o abandona. Dez meses depois, depois  de todas as suas tentativas de descobrir qual é seu filho falha, Domenico se casa novamente com Filumena e aceita os três como seus filhos.
Na peça, Filumena diz a Domenico de forma memorável que "crianças são crianças e são todas iguais" (I figli sono figli e sono tutti uguali)

## Produções
A peça foi escrita inicialmente em tributo à irmã de Eduardo, Titina De Filippo, famosa atriz teatral napolitana. Ela representou o papel título na primeira produção, em 1946, em Nápoles. Essa peça seguiu o sucesso da peça anterior de Eduardo, Napoli milionaria, escrita por ele e que teve sua “premiére” no ano anterior com grande aclamação popular. Na primeira noite  de apresentação de “Filumena”, porém, grande foi o desapontamento da plateia e morna foi sua recepção junto ao público teatral de Nápoles. Então, Titina decidiu se deixar levar por seus próprios instintos e representar como ela sentia ser o requerido pelo papel. Ela mostrou estar certa, a peça teve sucesso enorme dali em diante e Titina passou a ser mais conhecida na Itália como Filumena do que por seu próprio nome.
Graças a negociações feitas por Carlo Trabucco, o editor do jornal Il Popolo da Democracia Cristã (Itália), foi acertada uma audiência privada do elenco como o Papa Pio XII no Vaticano. Nessa ocasião, o Papa de forma inesperada pediu para ouvir alguns dos monólogos e Titina recitou a prece de Filumena para a Madona das Rosas. Mesmo com a forte ligação entre “Titina De Filippo” e a papel de Filumena bem gravada na mente do público italiano, outra atriz, Regina Bianchi, pode também ser cultuada por suas atuações nos anos subsequentes.  
Em 1977, uma versão para o Inglês foi provida pelos produtores por Keith Waterhouse e Willis Hall nos  Lyric Theatre de Londres sob a direção de Franco Zeffirelli estrelando Colin Blakely e Joan Plowright. Essa peça foi premiada com o laurel anual do “The London Theatres Comedy” em 1978. Essa produção foi para Nova Iorque em 10 de fevereiro de 1980  no St. James Theatre da Broadway, havendo 32 apresentações. Antes, ela já havia sido apresentada em Baltimore, tendo sido dirigida por Laurence Olivier (marido de  Joan Plowright).
A peça foi representada no Piccadilly Theatre de Londres entre 30 de setembro de 1998 até 27 de fevereiro de 1999.  O director foi  Peter Hall e representada pela Dama Judi Dench e por Michael Pennington .

## Adaptação cinematográfica
Em  1950 Eduardo De Filippo dirigiu o filme com base na peça por ele composta e na qual estrelou no papel de Domenico, junto com sua irmã, Titina. Ele também foi responsável pela versão para Televisão em 1962, com Regina Bianchi no papel principal. Outra versão cinematográfica foi obra de Vittorio De Sica que recebeu o nome de Matrimonio all'italiana, representada por Sophia Loren e Marcello Mastroianni.